# Davina Michelle
Michelle Davina Hoogendoorn (Rotterdam, 1995. november 12. –) holland énekesnő és youtuber. A "Duurt Te Lang" című dal feldolgozása az első helyet érte el a Dutch Top 40, a Mega Top 50 és a Single Top 100 slágerlistákon.

## Karrierje
2016-ban szerepelt az Idols című tehetségkutató műsor ötödik évadában. Jessie J Nobody's Perfect című dalát énekelte.
2017 februárjában indította el saját YouTube-csatornáját a "Davina Michelle" művésznév alatt. Minden héten egy újabb angol nyelvű dal feldolgozását osztotta meg. 2017. augusztus 21-én tette közzé Pink What About Us című dalának feldolgozását. Pink azt nyilatkozta a dalról, hogy "jobb, mint én bármikor is leszek". Ezt követően több tévéműsorban is szerepelt, például az RTL Late Night-ban vagy a De Wereld Draait Door-ban, illetve több amerikai helyszínen is fellépett. A videót több, mint 17 millióan tekintették meg, Hoogendoorn YouTube-csatornája pedig több, mint egymillió követővel rendelkezik.
2018-ban szerepelt a Beste Zangers című tehetségkutatóban, ahol Glen Faria (MC Fit) rapper "Duurt Te Lang" című dalát dolgozta fel. 2018-ban az első helyet szerezte meg a Dutch Top 40, a Mega Top 50 és a Single Top 100 slágerlistákon.
2021. május 18-án megjelent új kislemeze, a Sweet Water. A dalt az Eurovíziós Dalfesztiválon vendégprodukcióként adta elő.
2021. szeptember 5-én a holland nemzeti himnuszt énekelte a 2021-es holland nagydíjon.

## Diszkográfia
- My Own World (2020)
- Gold Plated Love (2022)